# Cannock Chase (dystrykt)
Cannock Chase – dystrykt w hrabstwie Staffordshire w Anglii. W 2011 roku dystrykt liczył 97 462 mieszkańców.

## Miasta
- Cannock
- Hednesford
- Rugeley

## Inne miejscowości
Brereton, Bridgtown, Brindley Heath, Cannock Wood, Etchinghill, Heath Hayes and Wimblebury, Little Wyrley, Norton Canes, Pye Green, Slitting Mill.